# Vought SBU Corsair
Le Vought SBU Corsair était un bombardier en piqué américain biplan biplace à construction entièrement métallique, conçu et construit par la société Chance Vought de Dallas, au Texas, pour la marine américaine.
Sa conception fut basée sur celle du chasseur Vought XF3U-1, projet qui fut abandonné par la Navy lorsqu'elle décida de ne plus s'équiper de chasseurs biplaces.

## Conception et développement
L'avion était équipé d'un cockpit fermé, possédait un train d'atterrissage fixe, et était propulsé par un moteur à 14 cylindres en étoile Pratt & Whitney R-1535 similaire à celui du XF3U-1. Il innovait cependant par l'emploi d'une hélice à pas variable et d'un carénage de type NACA disposant de pétales ajustables sur son bord de fuite. Ces pétales mobiles permettaient un meilleur contrôle du flux d'air assurant le refroidissement du moteur.

## Carrière opérationnelle
Le SBU-1 acheva sa phase d'essais en vol en 1934 et entra en production à la suite d'un contrat attribué en janvier 1935. Le Corsair fut le premier avion de son genre, désigné « bombardier-éclaireur » (en anglais : « Scout bomber »), à dépasser la vitesse de 200 mph, soit 322 km/h. Les derniers SBU furent retirés des unités de première ligne en 1941, étant ré-assignés à un rôle d'avion d'entraînement.
Le dernier SBU-1 de production servit également de base de conception pour le modèle suivant de bombardier en piqué Vought, le Vought XSB3U
Le nom de Corsair fut utilisé sur de nombreux avions conçu par Vought : les O2U/O3U, SBU, F4U et A-7.

## Versions
- XSBU-1 : Prototype du chasseur XF3U-1 converti en prototype de bombardier-éclaireur, doté du moteur R-1535-96 de 700 ch. Il fut plus tard utilisé comme banc d'essais moteurs[3] ;
- SBU-1 : Version de production de la commande initiale, portant sur 84 appareils dotés du moteur R-1535-82 de 750 ch[4] ;
- SBU-2 : Version de production de la deuxième commande, portant sur 40 appareils dotés du moteur R-1535-98[4] ;
- Model V.142A : Version d'exportation pour l'Argentine[4]

## Utilisateurs
- Argentine :
  - Marine argentine.
- États-Unis :
  - United States Navy.